# Kosmologia buddyjska
Kosmologia buddyjska – opis wyglądu oraz powstania wszechświata zawarty w dziełach buddyjskich.
Kosmologię buddyjską można podzielić na dwa powiązane ze sobą rodzaje: kosmologię przestrzeni, która opisuje rozmieszczenie poszczególnych światów we wszechświecie i kosmologię czasu, która zawiera opis powstawania światów oraz sposób w jaki przestaną one istnieć. 

## Wprowadzenie
Obraz świata przedstawiony w buddyjskich kosmologicznych opisach nie może być wzięty jako dosłowny opis kształtu wszechświata, gdyż jest niezgodny z astronomicznymi danymi, które były znane w starożytnych Indiach. Jednak nie miał być on opisem w jaki zwykli ludzie postrzegają świat, był to raczej opis wszechświata widziany "świętym okiem" (pli. दिब्बचक्ख - dibbacakkhu), Buddy i tego, kto osiągnął czwarty stopień świętości arhat. Mógł wówczas dostrzec wszystkie wszechświaty, rodzące się i umierające w nich istnienia oraz zobaczyć w jakim świecie byli odrodzeni i w jakim odrodzą się. Kosmologia ta została zinterpretowana w alegorycznym sensie jako dziesięć duchowych królestw.